# Casa de la Vila del Port de la Selva
Casa de la Vila del Port de la Selva és un edifici del municipi del Port de la Selva inclòs en l'Inventari del Patrimoni Arquitectònic de Catalunya. La vila del Port de la Selva passà a ser cap de municipi quan s'independitzà de la Selva de Mar l'any 1787. L'actual casa de la vila és al mateix lloc que l'antiga casa Alfaras, la qual fou enderrocada en construir-se el consistori actual.
La casa va ser projectada per l'arquitecte Pelai Martínez Paricio a la mateixa època que la casa del carrer del Mar, 10, la qual es bastí entre els anys 1945-1946.

## Arquitectura
Situada al bell mig del nucli urbà de la població del Port de la Selva, formant cantonada entre els carrers del Mar, Cantó dels Pescadors i Cantó del puig d'en Mates, la construcció està arrebossada i pintada.
Edifici cantoner de planta rectangular, amb la coberta de teula de tres vessants i distribuït en planta baixa i dos pisos. Consta de tres crugies perpendiculars a la façana principal de les que destaca la central, que crea un cos avançat i és força més àmplia que les laterals. La façana principal presenta, a la planta baixa, un pòrtic obert mitjançant tres arcs de mig punt arrebossats sostinguts per dues grosses columnes amb les impostes motllurades. A l'interior, el pòrtic és cobert per una volta de canó amb llunetes. Dos portals de mig punt amb els emmarcaments arrebossats donen accés a l'interior de l'edifici. Al primer pis hi ha una gran balconada correguda amb la llosana motllurada, la part central de la qual sobresurt més que la resta i està sostinguda per dues mènsules decorades. Els tres finestrals de sortida són rectangulars i estan emmarcats per uns ressalts en forma d'arcs de mig punt ubicats dins d'un marc rectangular. Tancant el pis hi ha una gran cornisa de cavet que, al centre de la façana, crea un remat a manera de frontó entretallat. Les crugies laterals presenten finestres rectangulars amb els ampits idèntics al cornisament central. La segona planta presenta grans obertures rectangulars enllaçades que creen un parament de vidre. La part superior està rematada amb la mateixa cornisa. La façana orientada al Cantó dels Pescadors no presenta cap buit, però s'hi repeteix la decoració d'arcades cegues dins emmarcament rectangular i la mateixa cornisa de cavet anterior. De l'interior de l'edifici destaca un vestíbul amb escala a l'entorn del qual es distribueixen les diferents estances. Actualment està en procés de rehabilitació.